# María Vázquez Suárez
María Vázquez Suárez (Vilaescura (Sober), 15 de agosto de 1894 -Miño,19 de agosto de 1936) fue una maestra gallega fusilada al comienzo de la guerra civil española.

## Trayectoria
Hija de Joaquín Vázquez Fernández. Estudió en la Escuela Normal de La Coruña donde se licenció en 1913. En 1918 obtuvo una plaza en el colegio de niñas de Pobra do Caramiñal donde trabajó durante 12 años. En 1929 obtuvo plaza en la escuela nº 2 de Miño. Frecuentó ambientes republicanos y con la llegada de la República, se identificó con la reforma pedagógica, asistió a cursos de formación en La Coruña y organizó viajes escolares a fábricas y monumentos.

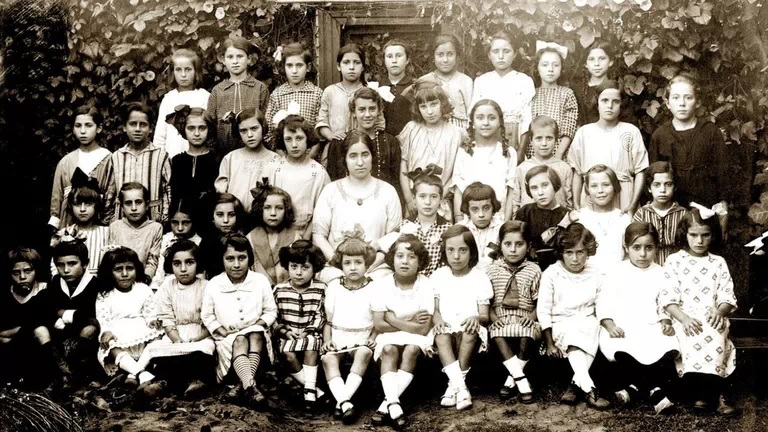
María Vázquez con sus alumnas, posiblemente en Puebla del Caramiñal.

Desarrolló también actividades políticas y sindicales, incorporándose al grupo socialista de Miño, y realizó su primera intervención en un mitin político en 1932. Participó en campañas y mítines con discursos centrados en políticas educativas y la defensa de los derechos de las mujeres. Colaboró con la Liga Internacional de Mujeres Ibéricas e Hispanoamericanas y la Asociación de Mujeres Republicanas. En 1933 se incorporó a la FETE - UGT y en 1935 ocupó el cargo de vicetesorera.
Con el golpe de Estado del 18 de julio de 1936 fue detenida en La Coruña acusada de defender la escuela laica y el amor libre. La trasladaron a la prisión de Puentedeume y el 19 de agosto fue fusilada en una playa de Miño. Su casa fue saqueada y sus libros quemados.
Ella junto a Mercedes Romero Abella fueron las dos maestras fusiladas en la provincia de La Coruña al comienzo de la guerra civil.